# Symeon Sakskoburggotski

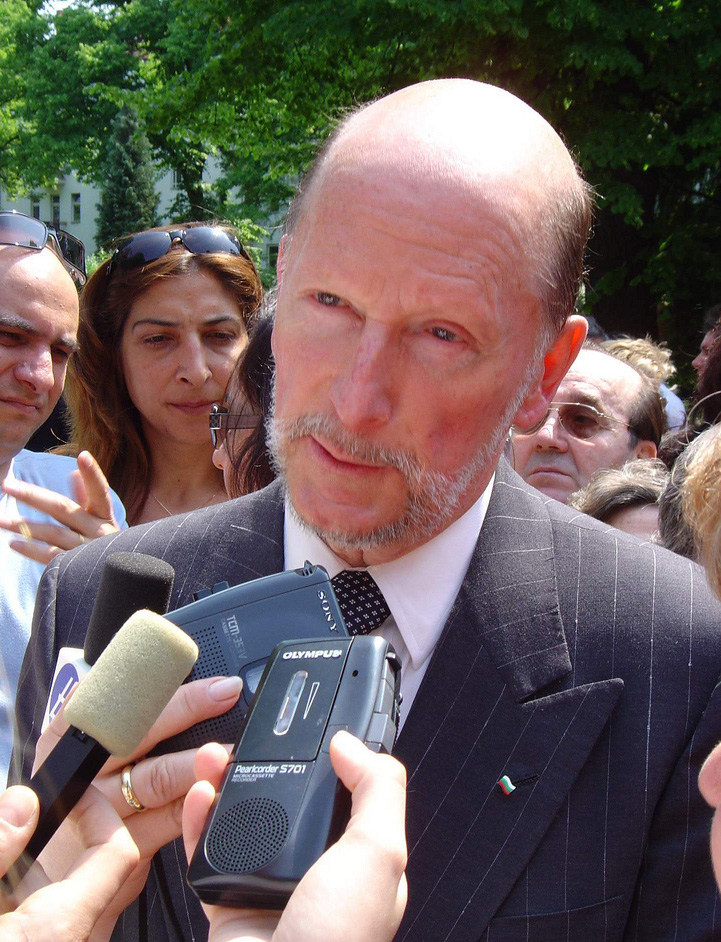
Symeon Sakskoburggotski w Berlinie (2005)

Symeon Sakskoburggotski (bułg. Симеон Борисов Сакскобургготски; ur. 16 czerwca 1937 w Sofii) – bułgarski menedżer i polityk. Ostatni car Bułgarii (1943–1946) jako Symeon II, obalony przez reżim komunistyczny. Założyciel i w latach 2001–2009 lider Narodowego Ruchu Symeona Drugiego, od 2001 do 2005 premier Bułgarii.
Pochodzi z rodziny Sachsen-Coburg-Gotha, w prowadzonej działalności używa nazwiska Sakskoburggotski.

## Życiorys

### Car Bułgarii i emigracja
Urodził się jako pierworodny syn bułgarskiego cara Borysa III i jego żony Joanny Sabaudzkiej, córki króla Włoch Wiktora Emanuela III. Borys III zmarł nagle 28 sierpnia 1943. Symeon został ogłoszony carem bułgarskim, oficjalnie pełniąc tę funkcję (jako dziecko) do 1946. Faktyczna władza nad krajem spoczywała w rękach rady regentów, jej pierwszy skład stanowili Bogdan Fiłow, książę Cyryl (brat Borysa III) oraz generał Nikoła Michow. 9 września 1944 w wyniku przewrotu władzę w Bułgarii przejęli komuniści, regenci zostali aresztowani i następnie straceni. Małoletni car stał się faktycznie zakładnikiem nowej władzy. W 1946, w wyniku przeprowadzonego przez komunistów referendum, monarchia została w Bułgarii obalona (ze skutkiem na dzień 15 września). Następnego dnia Symeon II, który nie dokonał formalnej abdykacji, wyjechał z kraju m.in. wraz z matką i siostrą. Najpierw osiedlili się w Aleksandrii w Egipcie, gdzie mieszkał Wiktor Emanuel III. W 1951 władze frankistowskiej Hiszpanii przyznały im prawo azylu, rodzina zamieszkała wówczas w Madrycie.
Symeon Sakskoburggotski był uczniem madryckiego Lycée Français, kształcił się też w zakresie prawa i nauk politycznych. W latach 1958–1959 pod przybranym nazwiskiem uczył się w Valley Forge Military Academy and College w Stanach Zjednoczonych. 16 czerwca 1955, po osiągnięciu pełnoletniości, wydał odezwę do narodu bułgarskiego jako car Bułgarii, deklarując wierność konstytucji tego kraju obalonej przez komunistów.
Od 1962 związany z działalnością biznesową, pracował jako konsultant, broker i inwestor, działający m.in. w sektorze bankowym i hotelarskim. Przez kilkanaście lat kierował hiszpańskim oddziałem francuskiego koncernu elektronicznego Thomson. Utrzymywał jednocześnie aktywne kontakty z bułgarską diasporą.

### Działalność od połowy lat 90.
W 1996, po blisko 50 latach nieobecności, Symeon Sakskoburggotski przyjechał po raz pierwszy do Bułgarii. W 1998 Sąd Konstytucyjny uznał za niezgodną z konstytucją ustawę z 1946, którą znacjonalizowano majątek rodziny carskiej. Na mocy wyroków (zapadających w znacznej mierze w latach 2001–2005, gdy były car pełnił funkcję premiera) Symeon Sakskoburggotski wraz z siostrą odzyskali m.in. pałac pod Sofią, kilka dworków, działki w Sofii, jak też tereny leśne. W 2009 pojawiły się wątpliwości co do legalności i prawidłowości części decyzji o zwrocie nieruchomości, byłemu carowi wytoczono wkrótce kilka procesów.
Od końca lat 90. wyrażał zainteresowanie zaangażowaniem się w działalność polityczną. W kwietniu 2001 założył partię polityczną Narodowy Ruch Symeona Drugiego (w czerwcu 2007 przemianowaną na Narodowy Ruch na rzecz Stabilności i Postępu). Rosnącą popularność byłego monarchy próbowały wykorzystać również inne siły polityczne – na potrzeby wyborów parlamentarnych zarejestrowały się dwa doraźnie stworzone ugrupowania z członem „Symeon II” w nazwie.
W wyborach z czerwca 2001 jego partia uzyskała 42,7% głosów i 120 mandatów w 240-osobowym Zgromadzeniu Narodowym. 24 lipca 2001 Symeon Sakskoburggotski objął urząd premiera, stając na czele gabinetu współtworzonego również przez Ruch na rzecz Praw i Wolności.
Gabinet przetrwał całą czteroletnią kadencję, jednakże premier tracił popularność. W wyborach z czerwca 2005 Narodowy Ruch Symeona Drugiego otrzymał 19,9% głosów, co przyniosło 53 mandaty poselskie. Partia weszła w koalicję ze zwycięską Bułgarską Partią Socjalistyczną oraz Ruchem na rzecz Praw i Wolności. W sierpniu tegoż roku były car zakończył pełnienie funkcji premiera, nie objął żadnej funkcji w rządzie Sergeja Staniszewa. W wyborach z lipca 2009 jego formacja nie przekroczyła wyborczego progu. Wkrótce po tej porażce Symeon Sakskoburggotski odszedł ze stanowiska jej przewodniczącego.
W 2014 opublikował swoją autobiografię.

## Odznaczenia i wyróżnienia
- Wielki Mistrz Orderu Świętych Cyryla i Metodego (Bułgaria)[9][10]
- Wielki Mistrz Orderu Świętego Aleksandra (Bułgaria)[9][10]
- Wielki Mistrz Orderu Czerwonego Krzyża (Bułgaria)[9][10]
- Order Zasługi Cywilnej (Bułgaria) – b. Wielki Mistrz[10]
- Order Zasługi Wojskowej (Bułgaria) – b. Wielki Mistrz[10]
- Order Waleczności (Bułgaria) – b. Wielki Mistrz[10]
- Order Stara Płanina (Bułgaria)[11]
- Order Niepodległości (Jordania)[11]
- Order Złotego Runa (Hiszpania)[11]
- Order Annuncjaty (Włochy)[11]
- Wielki Oficer Legii Honorowej (Francja)[11]
- Krzyż Wielki Orderu Leopolda II (Belgia)[11]
- Krzyż Wielki Orderu Świętego Januarego (Parma)[11]
- Krzyż Wielki Orderu Zbawiciela (Grecja)[11]
- Krzyż Wielki Orderu Karola III (Hiszpania)[11]
- Krzyż Wielki Świętego Konstantyńskiego Orderu Wojskowego Świętego Jerzego (Parma)[11]
- Wielki Łańcuch Orderu św. Łazarza (Zakon Rycerzy św. Łazarza)[11]
- Krzyż Wielki Honoru i Dewocji Orderu Maltańskiego (Zakon Maltański)[11]
- Krzyż Wielki Orderu Grobu Świętego (Zakon Rycerski Grobu Bożego w Jerozolimie)[11]
- Tytuł doktora honoris causa Uniwersytetu Bukareszteńskiego (2012)[12]

## Życie prywatne
W 1962 Symeon Sakskoburggotski ożenił się z hiszpańską arystokratką Margaritą Gómez-Acebo y Cejuela. Ze związku tego urodziło się pięcioro dzieci: Kardam, Kirił, Kubrat, Konstantin-Asen i Kalina.